# BSG Chemie Leipzig
BSG Chemie Leipzig (celým názvem: Betriebssportgemeinschaft Chemie Leipzig) byl východoněmecký sportovní klub, který sídlil ve městě Leipzig ve stejnojmenném kraji. Organizace sídlila v lipské městské části Leutzsch. Oficiální založení je datováno ke dni 16. srpna 1950, poté co došlo k mohutné fúzi několika lipských klubů. Zanikl těsně po znovusjednocení Německa. Své domácí zápasy odehrával na stadionu Alfred-Kunze-Sportpark s kapacitou 10 889 diváků.
Chemie má na svém kontě dva mistrovské tituly ve východoněmecké Oberlize a dvě vítězství ve východoněmeckém poháru.

## Historie
Během své existence prošel fotbal v Leutzschu mnoha peripetiemi a transformacemi. Za rok vzniku prvního klubu lze považovat letopočet 1899, kdy vznikl klub Britannia Leipzig. V roce 1919 se sloučil s místní Herthou 05 a přijal jméno Leipziger Sportverein 1899. V roce 1938 se sloučil s klubem SV Tura a vznikla Tura 1899 Leipzig. Další slučování nastalo roku 1943, tentokrát s SpVgg Leipzig, nový název pak zněl KSG Tura / SpVgg Leipzig.
Po ukončení druhé světové války byla všechna dřívější sportovní sdružení v sovětské okupační zóně zrušena, což po sportovní stránce citelně poznamenalo většinu pozdějších východoněmeckých měst. V roce 1946 byla na území města zakládaná nová sportovní sdružení, v Leutzschu byl založen klub SG Leipzig-Leutzsch. V roce 1949, v rámci reorganizace fotbalu na území Východního Německa došlo k další mohutné fúzi, Leipzig-Leutzsch byl sloučen s dalšími kluby (SG Lindenau-Hafen, SG Lindenau-Aue, SG Leipzig-Mitte, SG Böhlitz-Ehrenberg) a vznikl ZSG Industrie Leipzig. V roce 1950 byl přejmenován na BSG Chemie Leipzig. Za čtyři roky byl klub zrušen a jeho hráči přešli do Lokomotivy Leipzig. V roce 1963 došlo k fúzi Lokomotive s SC Rotation Leipzig a vytvoření SC Leipzig. Při této události došlo k opětovnému vytvoření samostatného BSG Chemie.
Po sjednocení Německa v roce 1990 byl starý sportovní klub zrušen. Nejprve byl založen FC Grün-Weiß Leipzig, který se později sloučil s BSG Chemie Böhlen a vznikl tak klub FC Sachsen Leipzig. V roce 1997 byla příznivci starého klubu založena nová BSG Chemie, která začala svoji existenci v nejnižších okresních fotbalových soutěžích.

## Historické názvy
Zdroj: 
SG/Industrie
- 1946 – SG Leipzig-Leutzsch (Sportgemeinschaft Leipzig-Leutzsch)
- 1949 – ZSG Industrie Leipzig (Zentralen Sportgemeinschaft Industrie Leipzig)
- 1950 – zánik

Chemie
- 1950 – BSG Chemie Leipzig (Betriebssportgemeinschaft Chemie Leipzig)
- 1954 – SC Lokomotive Leipzig (Sportclub Lokomotive Leipzig)
- 1963 – BSG Chemie Leipzig (Betriebssportgemeinschaft Chemie Leipzig)
- 1990 – fúze s BSG Chemie Böhlen ⇒ FC Sachsen Leipzig
- 1990 – zánik

## Získané trofeje
Zdroj: 
- DDR-Oberliga ( 2× )
  - 1950/51, 1963/64
- FDGB-Pokal ( 2× )
  - 1957, 1965/66

## Umístění v jednotlivých sezonách

### ZSG Industrie Leipzig (1946 – 1950)
Stručný přehled
Zdroj: 
- 1948–1949: Landesklasse Sachsen
- 1949–1950: DDR-Oberliga

Jednotlivé ročníky
Zdroj: 
Legenda: Z - zápasy, V - výhry, R - remízy, P - porážky, VG - vstřelené góly, OG - obdržené góly, +/- - rozdíl skóre, B - body, zlaté podbarvení - 1. místo, stříbrné podbarvení - 2. místo, bronzové podbarvení - 3. místo, červené podbarvení - sestup, zelené podbarvení - postup, fialové podbarvení - reorganizace, změna skupiny či soutěže
| Sovětská okupační zóna (1948 – 1949) |                      |        |     |     |     |     |    |    |     |    |        |
| Sezóny                               | Liga                 | Úroveň | Z   | V   | R   | P   | VG | OG | +/- | B  | Pozice |
| 1948/49                              | Landesklasse Sachsen | 1      | ... | ... | ... | ... | 6  | 2  | +4  | 8  | 2.     |
| Východní Německo (1949 – 1950)       |                      |        |     |     |     |     |    |    |     |    |        |
| Sezóny                               | Liga                 | Úroveň | Z   | V   | R   | P   | VG | OG | +/- | B  | Pozice |
| 1949/50                              | DDR-Oberliga         | 1      | 26  | 8   | 6   | 12  | 38 | 45 | -7  | 22 | 8.     |

### BSG Chemie Leipzig (1950 – 1990)
Stručný přehled
Zdroj: 
- 1950–1971: DDR-Oberliga
- 1971–1972: DDR-Liga – sk. C
- 1972–1974: DDR-Oberliga
- 1974–1975: DDR-Liga – sk. C
- 1975–1976: DDR-Oberliga
- 1976–1979: DDR-Liga – sk. C
- 1979–1980: DDR-Oberliga
- 1980–1983: DDR-Liga – sk. C
- 1983–1985: DDR-Oberliga
- 1985–1987: DDR-Liga – sk. A
- 1987–1990: DDR-Liga – sk. B

Jednotlivé ročníky
Zdroj: 
Legenda: Z - zápasy, V - výhry, R - remízy, P - porážky, VG - vstřelené góly, OG - obdržené góly, +/- - rozdíl skóre, B - body, zlaté podbarvení - 1. místo, stříbrné podbarvení - 2. místo, bronzové podbarvení - 3. místo, červené podbarvení - sestup, zelené podbarvení - postup, fialové podbarvení - reorganizace, změna skupiny či soutěže
| Východní Německo (1950 – 1990) |                  |        |    |    |    |    |    |    |     |    |        |
| Sezóny                         | Liga             | Úroveň | Z  | V  | R  | P  | VG | OG | +/- | B  | Pozice |
| 1950/51                        | DDR-Oberliga     | 1      | 34 | 22 | 6  | 6  | 66 | 33 | +33 | 50 | 1.     |
| 1951/52                        | DDR-Oberliga     | 1      | 36 | 19 | 9  | 8  | 90 | 53 | +37 | 47 | 3.     |
| 1952/53                        | DDR-Oberliga     | 1      | 32 | 14 | 6  | 12 | 55 | 51 | +4  | 34 | 8.     |
| 1953/54                        | DDR-Oberliga     | 1      | 28 | 15 | 5  | 8  | 51 | 37 | +14 | 35 | 2.     |
| 1954/55                        | DDR-Oberliga     | 1      | 26 | 9  | 6  | 11 | 32 | 38 | -6  | 24 | 11.    |
| 1956                           | DDR-Oberliga     | 1      | 26 | 14 | 6  | 6  | 45 | 22 | +23 | 34 | 3.     |
| 1957                           | DDR-Oberliga     | 1      | 26 | 9  | 8  | 9  | 36 | 32 | +4  | 26 | 7.     |
| 1958                           | DDR-Oberliga     | 1      | 26 | 8  | 9  | 9  | 40 | 28 | +12 | 25 | 9.     |
| 1959                           | DDR-Oberliga     | 1      | 26 | 8  | 8  | 10 | 28 | 36 | -8  | 24 | 9.     |
| 1960                           | DDR-Oberliga     | 1      | 26 | 12 | 8  | 6  | 37 | 31 | +6  | 32 | 3.     |
| 1961/62                        | DDR-Oberliga     | 1      | 39 | 15 | 10 | 14 | 67 | 57 | +10 | 40 | 6.     |
| 1962/63                        | DDR-Oberliga     | 1      | 26 | 12 | 3  | 11 | 38 | 35 | +3  | 27 | 5.     |
| 1963/64                        | DDR-Oberliga     | 1      | 26 | 13 | 9  | 4  | 38 | 21 | +17 | 35 | 1.     |
| 1964/65                        | DDR-Oberliga     | 1      | 26 | 11 | 9  | 6  | 47 | 29 | +18 | 31 | 3.     |
| 1965/66                        | DDR-Oberliga     | 1      | 26 | 9  | 8  | 9  | 32 | 32 | 0   | 26 | 8.     |
| 1966/67                        | DDR-Oberliga     | 1      | 26 | 9  | 7  | 10 | 35 | 38 | -3  | 25 | 12.    |
| 1967/68                        | DDR-Oberliga     | 1      | 26 | 7  | 7  | 12 | 26 | 32 | -6  | 21 | 12.    |
| 1968/69                        | DDR-Oberliga     | 1      | 26 | 8  | 11 | 7  | 30 | 27 | +3  | 27 | 6.     |
| 1969/70                        | DDR-Oberliga     | 1      | 26 | 11 | 8  | 7  | 33 | 27 | +6  | 30 | 4.     |
| 1970/71                        | DDR-Oberliga     | 1      | 26 | 5  | 9  | 12 | 27 | 43 | -16 | 19 | 14.    |
| 1971/72                        | DDR-Liga – sk. C | 2      | 20 | 13 | 6  | 1  | 35 | 7  | +28 | 32 | 1.     |
| 1972/73                        | DDR-Oberliga     | 1      | 26 | 5  | 11 | 10 | 21 | 26 | -5  | 21 | 9.     |
| 1973/74                        | DDR-Oberliga     | 1      | 26 | 3  | 9  | 14 | 22 | 39 | -17 | 15 | 13.    |
| 1974/75                        | DDR-Liga – sk. C | 2      | 22 | 17 | 3  | 2  | 57 | 16 | +41 | 37 | 1.     |
| 1975/76                        | DDR-Oberliga     | 1      | 26 | 4  | 6  | 16 | 25 | 62 | -37 | 14 | 13.    |
| 1976/77                        | DDR-Liga – sk. C | 2      | 22 | 14 | 5  | 3  | 46 | 22 | +24 | 33 | 1.     |
| 1977/78                        | DDR-Liga – sk. C | 2      | 22 | 14 | 5  | 3  | 45 | 15 | +30 | 33 | 1.     |
| 1978/79                        | DDR-Liga – sk. C | 2      | 22 | 16 | 3  | 3  | 61 | 28 | +33 | 35 | 1.     |
| 1979/80                        | DDR-Oberliga     | 1      | 26 | 4  | 7  | 15 | 21 | 58 | -37 | 15 | 14.    |
| 1980/81                        | DDR-Liga – sk. C | 2      | 22 | 10 | 9  | 3  | 37 | 26 | +11 | 29 | 3.     |
| 1981/82                        | DDR-Liga – sk. C | 2      | 22 | 11 | 5  | 6  | 40 | 25 | +15 | 27 | 4.     |
| 1982/83                        | DDR-Liga – sk. C | 2      | 22 | 20 | 1  | 1  | 43 | 9  | +34 | 41 | 1.     |
| 1983/84                        | DDR-Oberliga     | 1      | 26 | 4  | 6  | 16 | 21 | 49 | -28 | 14 | 12.    |
| 1984/85                        | DDR-Oberliga     | 1      | 26 | 4  | 9  | 13 | 26 | 56 | -30 | 17 | 13.    |
| 1985/86                        | DDR-Liga – sk. A | 2      | 34 | 16 | 11 | 7  | 58 | 36 | +22 | 43 | 3.     |
| 1986/87                        | DDR-Liga – sk. A | 2      | 34 | 13 | 7  | 14 | 43 | 51 | -8  | 33 | 10.    |
| 1987/88                        | DDR-Liga – sk. B | 2      | 34 | 16 | 9  | 9  | 40 | 33 | +7  | 41 | 6.     |
| 1988/89                        | DDR-Liga – sk. B | 2      | 34 | 16 | 6  | 12 | 49 | 47 | +2  | 38 | 6.     |
| 1989/90                        | DDR-Liga – sk. B | 2      | 34 | 15 | 9  | 10 | 47 | 36 | +11 | 39 | 2.     |

## Účast v evropských pohárech
| Ročník  | Soutěž                       | Kolo     | Klub           | Doma | Venku | Celkem  |
| ------- | ---------------------------- | -------- | -------------- | ---- | ----- | ------- |
| 1964/65 | Pohár mistrů evropských zemí | Předkolo | Vasas ETO Győr | 0:2  | 2:4   | 2:6     |
| 1966/67 | Pohár vítězů pohárů          | 1. kolo  | Legia Warszawa | 3:0  | 2:2   | 5:2     |
| 1966/67 | Pohár vítězů pohárů          | 2. kolo  | Standard Liège | 2:1  | 0:1   | 2:2 (v) |